# Kortsch

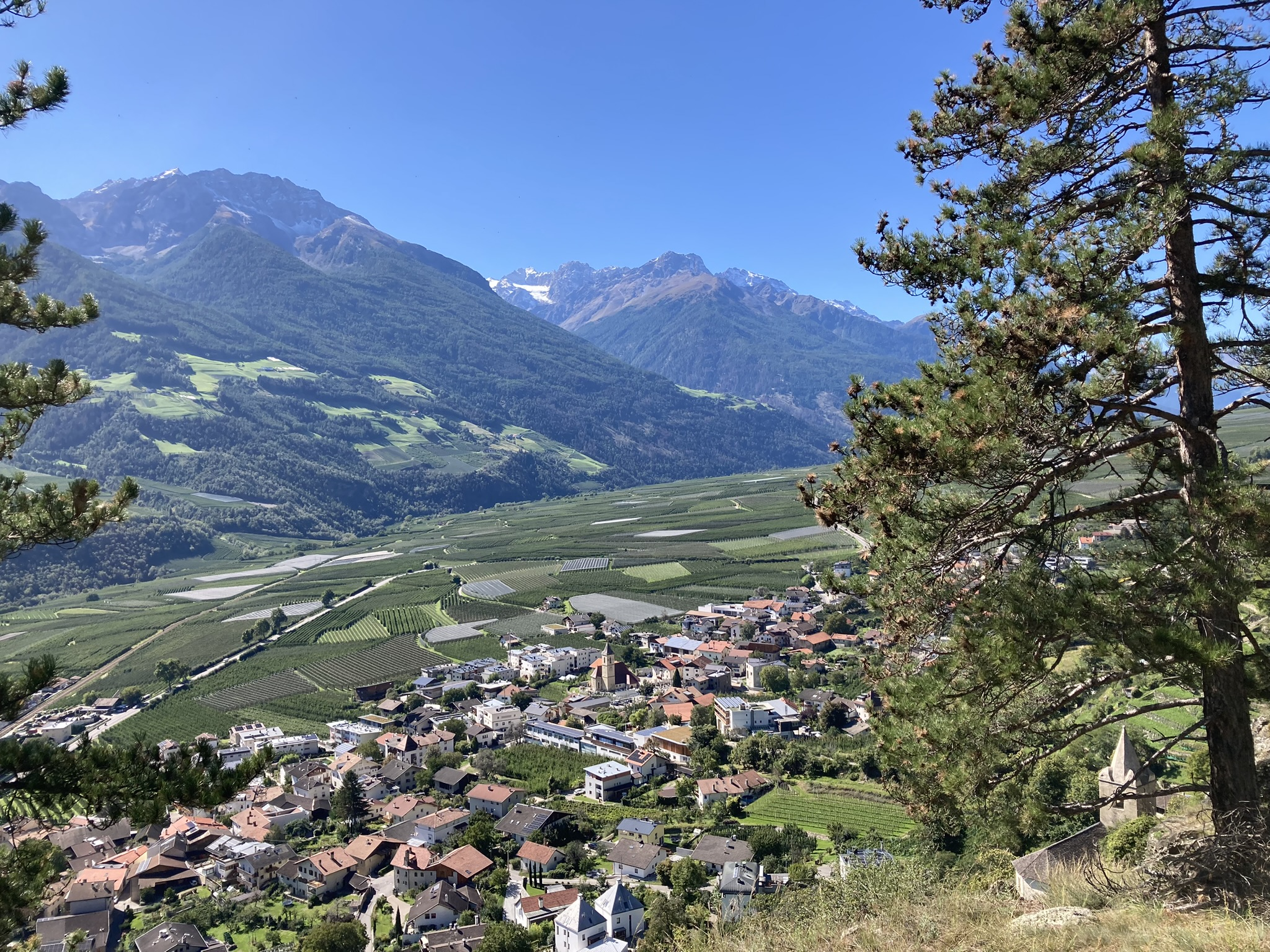
Gesamtansicht von Kortsch

Kortsch (italienisch Corzes) ist mit ca. 1219 Einwohnern (Stand 2022) die größte Fraktion der Gemeinde Schlanders im Vinschgau in Südtirol (Italien).

## Name und geographische Lage

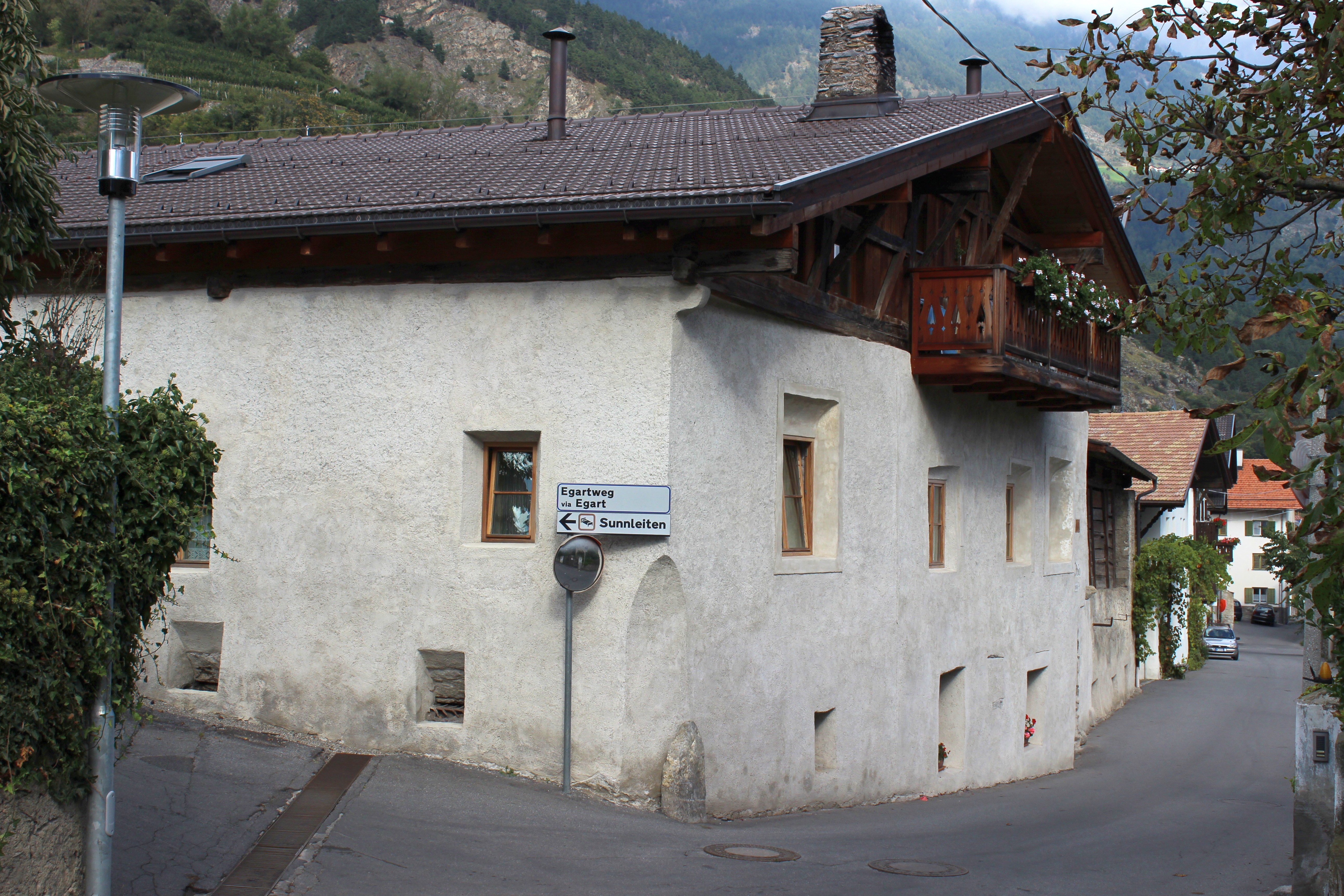
Der denkmalgeschützte Gelserhof

Der Name Kortsch ist ersturkundlich 931 in einem Diplom des ostfränkischen Königs Heinrich I. zugunsten der Bischofskirche Freising als Chorzes genannt und stammt wahrscheinlich vom lateinischen Ausdruck curtes, das so viel bedeutet wie Höfe.
Kortsch liegt auf der orographisch linken, nördlichen Seite des Etschtals am Fuße des Gadria-Murkegels bzw. -Schwemmkegels, eines der größten in Europa auf ca. 800 Meter Meereshöhe. Die Grenzen von Kortsch sind der Gadria-Graben im Westen, die Eisenbahnlinie der Vinschgaubahn und die Etsch im Osten und Süden sowie die Höfe am Sonnenberg im Norden.
Das Dorf wird in Unter- und Oberdorf unterteilt, die durch den Lahngraben geschieden sind.
Das Dorfbild von Kortsch ist geprägt durch relativ viele Bauernhöfe, welche noch erhalten sind.

## Bevölkerung
Kortsch hat 1219 Einwohner (2022). Die Einwohnerzahl hat sich in den letzten Jahrzehnten, im Gegensatz zum restlichen Gemeindegebiet, nicht stark verändert. So wurden 1931 bereits 890 Einwohner gezählt. Dies ist auch ein Grund für den guten und großen Zusammenhalt zwischen den einzelnen Vereinen bzw. auch den einzelnen Bewohnern.

## Geschichte

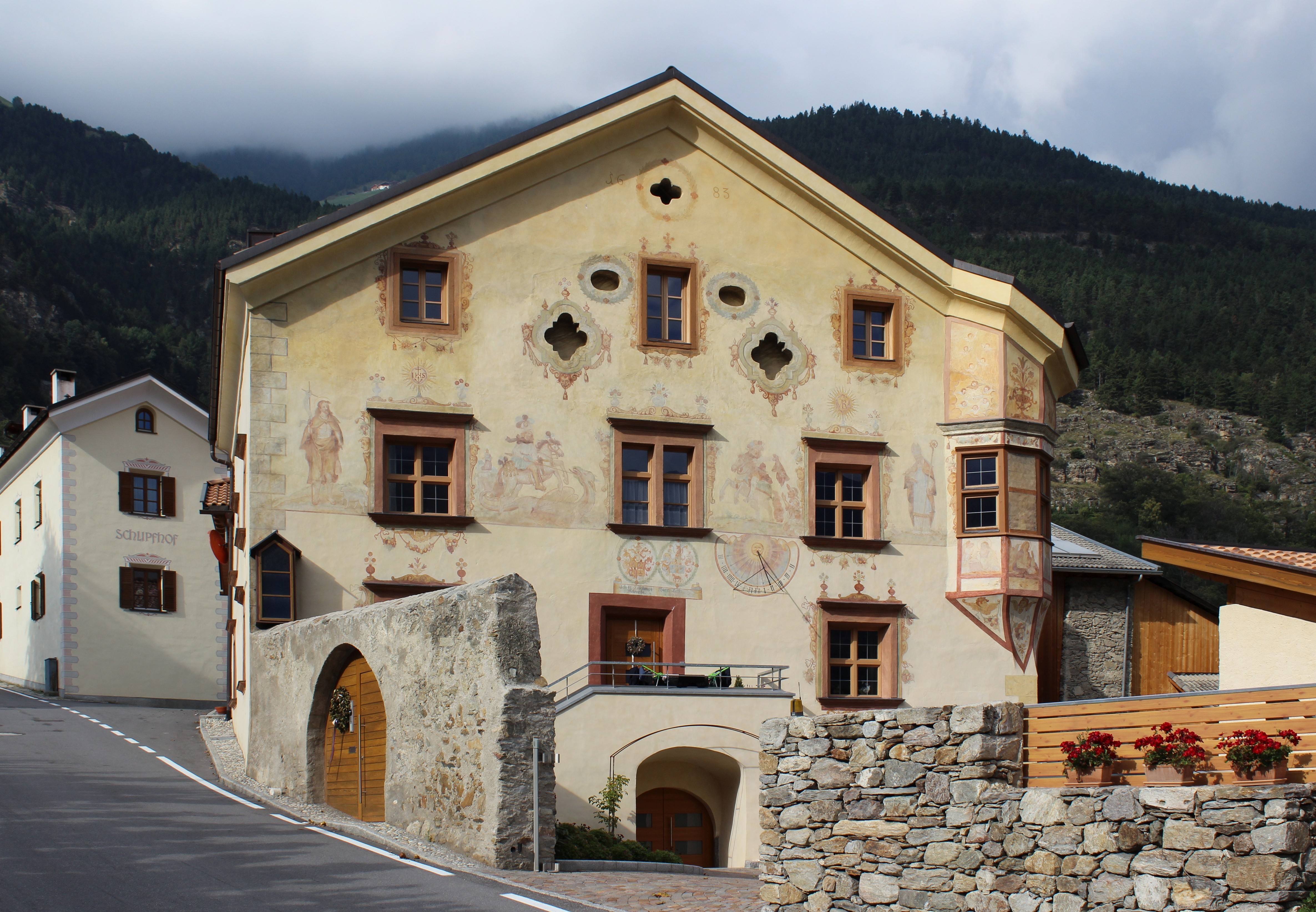
Das denkmalgeschützte Haus Schlipf

Das Dorf Kortsch hat durchaus eine bewegte Geschichte. Oberhalb von Kortsch, in der Nähe der Georgskapelle wurde eine Fluchtsiedlung entdeckt, welche in der Bronzezeit entstanden ist. Aber erste urkundlich belegte Zeugnisse der Besiedlung von Kortsch stammen aus dem Jahre 1000.
Zur Bewässerung der Wiesen, welche sich rund um Kortsch befinden, wurden im 11. und 12. Jahrhundert Waale gebaut. Dies war sehr wichtig für die Bauern, da der Vinschgau als niederschlagsarmes Gebiet bekannt war bzw. ist.
Kortsch wurde auch von Pestepidemien heimgesucht. Ein Großteil der Bevölkerung von Kortsch starb an den Pestepidemien im 14. und 17. Jahrhundert. Da Kortsch auf einen Schwemmkegel liegt, wurde das Dorf regelmäßig von Murenabgängen überschwemmt und vermurt.

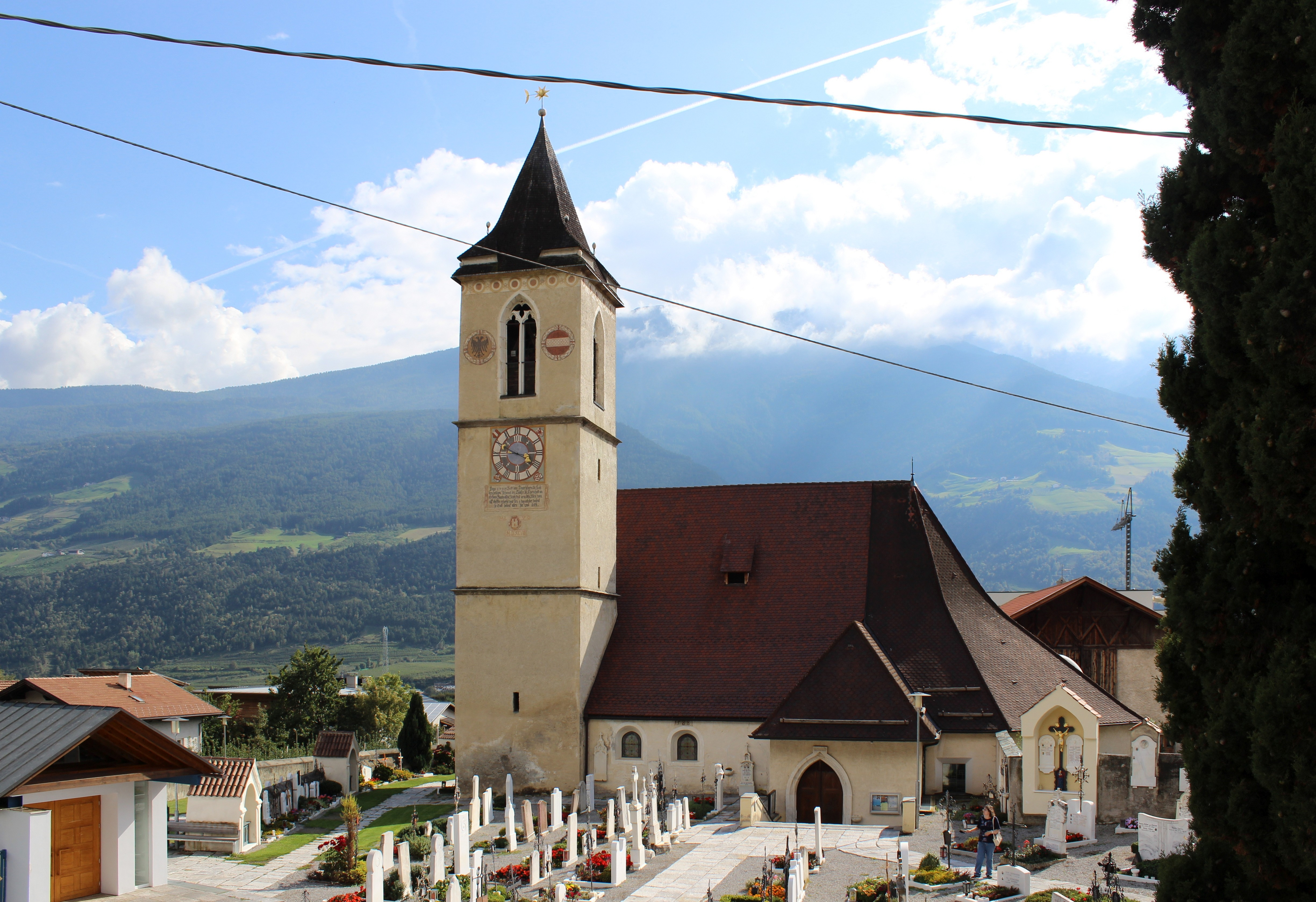
Die Pfarrkirche

Anfangs war Kortsch eine eigenständige Gemeinde. 1928 wurde die Gemeinde Kortsch aufgelöst und als Fraktion der Gemeinde Schlanders zugeschlagen. 1938 kam es zu Straßenschlachten zwischen der einheimischen Bevölkerung und den faschistischen Anhängern.
1943 wurde die heutige Umfahrungsstraße gebaut, da die Fahrzeuge und Karren immer großen Probleme mit der steilen Straße am Dorfeingang hatten („Schlipf“ genannt). Dieses Problem wussten die Kortscher schon vor 1943 zu nutzen. Sie halfen gegen Bezahlung den verzweifelten Durchreisenden diese Stelle zu passieren, es entstanden sogar eigene Berufe. Auch die vier damaligen Gasthäuser profitierten davon. Doch mit dem Bau der Umfahrungsstraße und der Vinschgaubahn sind die Gastbetriebe verschwunden.
Eine der bedeutsamsten Ereignisse für das Dorf war die Flurbereinigung und Planierung der Kortscher Wiesen. Dies und die aufblühende Obstwirtschaft brachten den heutigen Wohlstand in das Bauerndorf. Es folgte der Beregnungsbau und die Mechanisierung sowie die Umstellung der Landwirtschaft auf Obstbau. Es wurde der Genossenschaftsgedanke in die Tat umgesetzt und die Bauern begannen gemeinsame Produktionsziele zu verfolgen. Damit begann ein rascher wirtschaftlicher Aufschwung, so dass die Wochenzeitschrift ff Kortsch als „Kalifornien Südtirols“ bezeichnete.

## Sehenswürdigkeiten

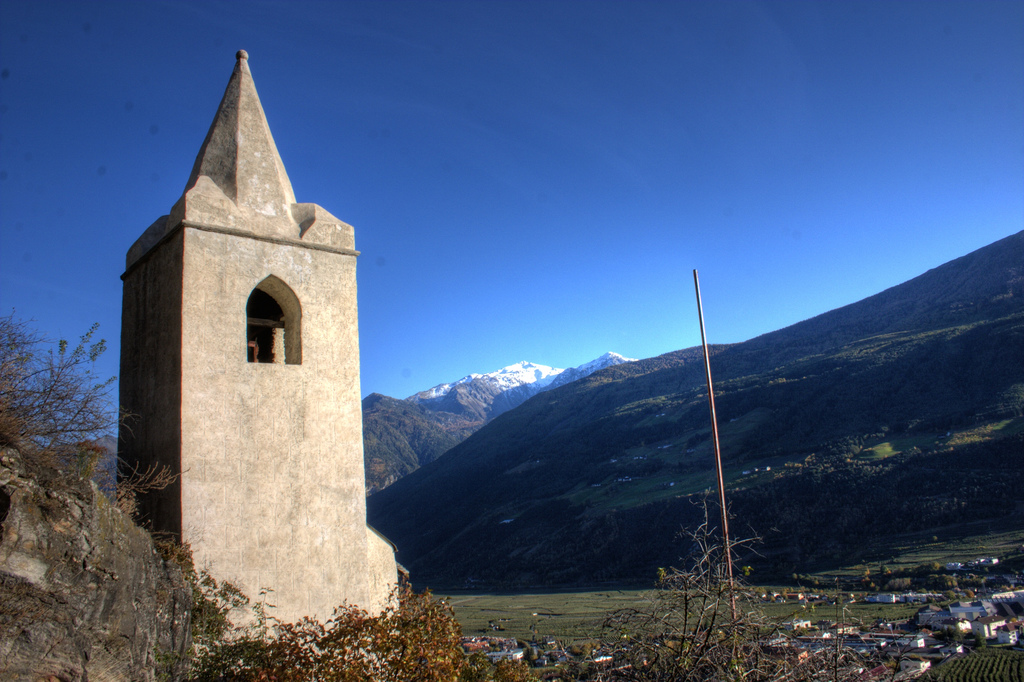
Die St.-Ägidius-Kirche

Sehenswert in Kortsch sind die zahlreichen Kirchen und Kapellen wie die Pfarrkirche von Kortsch, das Ägidius-Kirchlein, die Laurentius-Kirche, die Friedhofskapelle, die Georgskapelle, die Kapelle auf den Kortscher Wiesen (mit Gedenktafel an Alois Wellenzohn), sowie die zahlreichen Kapellen entlang des Rosenkranzweges.

## Bildung
In Kortsch sind zwei Bildungseinrichtungen für die deutsche Sprachgruppe angesiedelt: eine Grundschule und eine Fachschule für Hauswirtschaft und Ernährung.

## Brauchtum
Der Namenstag des Kirchenpatrons Johannes der Täufer wird am 24. Juni im ganzen Dorf gefeiert. Am ersten Fastensonntag findet jährlich das traditionelle „Scheibenschlagen“ statt.